# Nuša Rajher
Nuša Rajher, slovenska tekvondoistka, * 20. julij 1983, Maribor.
Nuša Rajher je za Slovenijo nastopila na tekvondojskem delu Poletnih olimpijskih iger 2012 v Londonu, kjer je osvojila deveto mesto v kategoriji nad 73 kg. V kategoriji do 73 kg je osvojila bronasto medaljo na Evropskem prvenstvu 2010 v Sankt Peterburgu.